# Rubha Shamhnan Insir
Rubha Shamhnan Insir är en udde i Storbritannien.   Den ligger i kommunen Highland och riksdelen Skottland, i den nordvästra delen av landet, 700 km nordväst om huvudstaden London. Rubha Shamhnan Insir ligger på ön Rùm.
Terrängen inåt land är huvudsakligen kuperad, men västerut är den platt. Havet är nära Rubha Shamhnan Insir norrut. Närmaste större samhälle är Elgol, 17,0 km nordost om Rubha Shamhnan Insir. 